# 亞沃里夫卡 (切爾卡瑟州)
50°7′42″N 32°3′25″E / 50.12833°N 32.05694°E
亞沃里夫卡（烏克蘭語：Яворівка）是位於烏克蘭中部的村莊，由切爾卡瑟州佐洛托諾沙區的什拉姆基夫卡市鎮負責管轄。該村始建於十八世紀，面積32.3平方公里，海拔高度123米，2009年人口782，人口密度每平方公里24.2人。